# Круглоязикова жаба
Круглоязикова жаба (Discoglossus) — рід жаб родини круглоязикових (Discoglossidae). Описано 5 видів .

## Опис
Загальна довжина представників цього роду коливається від 6 до 10 см. Голова невелика, морда дещо загострена. Очі опуклі, підняті догори. Найбільш виразною особливістю є форма язика, яка має характерну округлість. Звідси походить назва цих земноводних. Тулуб широкий, товстий. Кінцівки масивні. Передні кінцівки позбавлені перетинок та присосок. Є недорозвинені перетинки на задніх лапах. Забарвлення буре, чорне, коричневе зі світлими відтінками або плямами.

## Спосіб життя
Полюбляють скелясті та гірські місцини навколо невеликих водойм. Живляться переважно комахами, ракоподібними, членистоногими.
Це яйцекладні амфібії.

## Поширення
Мешкають у північно-західній Африці, Ізраїлі, на Піренейському півострові, островах Сицилія, Сардинія, Корсика, в деяких районах південної Франції. Вкрай рідко зустрічається у Сирії та Лівані.

## Систематика
Станом на 2024 рік описано 5 видів:
- Discoglossus galganoi — Круглоязикова жаба іберійська
- Discoglossus montalentii — Круглоязикова жаба корсиканська
- Discoglossus pictus — Круглоязикова жаба прикрашена
- Discoglossus sardus — Круглоязикова жаба тіренська
- Discoglossus scovazzi